# Babcy
Babcy (biał. Бабцы; ros. Бабцы) – wieś na Białorusi, w obwodzie witebskim, w rejonie dokszyckim, w sielsowiecie Biehomla. W 2009 roku liczyła 89 mieszkańców.